# Giuseppe Pizzigoni

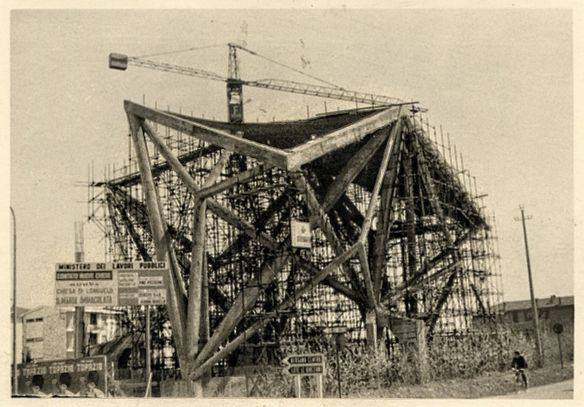
La chiesa di Longuelo durante la sua costruzione (1961-1966)

Giuseppe Pizzigoni, detto Pino (Bergamo, 9 giugno 1901 – Bergamo, 29 marzo 1967), è stato un architetto italiano.

## Biografia
Dopo la laurea al Politecnico di Milano, lavora con Giovanni Muzio alla Banca Bergamasca. Con Muzio e Mario Sironi partecipa alle esposizioni internazionali di Barcellona e di Colonia nel 1928 e 1929. La sua prima opera, la casa per il padre (1925-27), viene sempre citata tra le opere più significative del Novecento milanese.
Ha insegnato all'Accademia di Belle Arti di Bergamo, pubblicando anche un piccolo volume sulla prospettiva. Tra le opere principali, la casa Cubo del 1936, la ristrutturazione del Teatro Donizetti, la chiesa dell'Immacolata a Longuelo (quartiere di Bergamo), il condominio Pagoda a Bergamo, il municipio di Zandobbio.
Le architetture di Pizzigoni possiedono sempre importanti aspetti innovativi, che connotano il suo lavoro come una ricerca costante. Tra questi, gli esperimenti nell'uso dei materiali: l'uso strutturale della pietra e del granito (es. cappella Bay al cimitero di Bergamo, una delle opere più plasticamente riuscite, definita da Giovanni Muzio "semplice, cerebrale e intuitiva") e le variazioni spaziali con vele sottili in cemento armato. Nel secondo dopoguerra costruisce diversi esempi di paraboloidi iperbolici in cemento armato per edifici scolastici (Zandobbio, Monterosso), edifici industriali (stabilimento Comana a Seriate, porcilaie di Torre Pallavicina), la chiesa di Longuelo, oltre a case private come la villa in via Masone a Bergamo.

## Opere
- 1925/27 Villa per suo padre, Viale Vittorio Emanuele II, 70, Bergamo.
- 1929/31 Casa Beratto, Via Monte Ortigara, 5, Bergamo.
- 1929/30 Casa Traversi, Via Borgo Palazzo, 33, Bergamo.
- 1931 Villa-studio per il pittore Romualdo Locatelli, Corso Monte Orsarola, 45, Bergamo.
- 1932 Sito della demolita Villa Rinaldi-Ardiani, Corso Monte Rosa, 15, Selvino (BG).
- 1935/37 Casa Cubo, Via Monte Ortigara, 35, Bergamo.
- 1946 Casa minima unifamiliare, Piazzale Lodovico Goisis, 5, Bergamo.
- 1947 Cappella Baj, Cimitero Monumentale, Bergamo.
- 1947 Cappella Ardiani, Cimitero Monumentale, Bergamo.
- 1949 Case Fanfani, INA-Casa, Via della Fara, 5, Bergamo.
- 1949 Teatro-oratorio, Sala Eden, Via Bergamo, 9, Bergamo.
- 1950 Cappella Traversi, Cimitero Monumentale, Bergamo.
- 1950 Casa di appartamenti, Via Giuseppe Garibaldi, 16, Bergamo.
- 1954 Casa Bosis, Via Roma, 10, Tavernola Bergamasca (BG)
- 1954/55 Villa Lubrina, Viale Vittorio Emanuele II, 73, Bergamo.
- 1956 Cappella Billi, Cimitero Monumentale, Bergamo.
- 1956/60 Scuola elementare, Via Pagliaro, 1, Rota Imagna (BG).
- 1956/60 Experimental concrete constructions, Località Gabbione, Zandobio/Gorlago (BG).
- 1956/66 Istituto Tecnico Industriale di Stato, Via Mauro Gavazzeni, 29, Bergamo.
- 1957/59 Casa Colombo, Via Masone, 24, Bergamo.
- 1957 Industria Marmi C.Comana, Via Costanza Cerioli, 56, Seriate (BG).
- 1959/65 Asili CEP Monterosso, Via Caio Giulio Cesare, Bergamo.
- 1959/64 Estensione del Teatro Donizetti, Piazza Cavour, 14, Bergamo.
- 1960/63 Chiesa di Santa Maria Immacolata, Longuelo, Via Mattioli, 57, Bergamo.
- 1960/64 Casa di appartamenti "Pagoda", Conca d’Oro, Viale Vittorio Emanuele II, 44, Bergamo.
- 1960/64 Porcilaie, Via Torre/Via Sante Giulie, Torrepallavicina (BG).
- 1962/65 Municipio di Zandobbio, Via Rivi/Via Monte Grappa, Zandobbio (BG).
- 1964 Casa Gilberti, Via Roma, Pontenossa (BG).
- 1964 Casa Claudio Nani, Sant’Alberto-Grumella, Parre (BG).